# Mennybemenetel fatemplom (Halmágygóros)
A halmágygórosi Mennybemenetel fatemplom műemlékké nyilvánított épület Romániában, Arad megyében. A romániai műemlékek jegyzékében az AR-II-m-B-00606 sorszámon szerepel.